# SoundCloud
SoundCloud este o platformă de distribuire audio online unde utilizatorii pot colabora, promova și distribui proiecte muzicale originale. În luna iulie a anului 2013, pe acest site erau înregistrați circa 40 de milioane de utilizatori 200 de milioane de ascultători. Sediul central se află în Berlin, Germania.